# 拉德爾塔 (加利福尼亞州)
拉德爾塔（英語：La Delta）是位於美國加利福尼亞州聖貝納迪諾縣的一個非建制地區。該地的面積和人口皆未知。

## 地理
拉德爾塔的座標為34°38′32″N 117°20′40″W / 34.64222°N 117.34444°W，而該地的平均海拔高度為789米（即2589英尺）。